# Joseph Jouret
Joseph Victorin Jouret (Lessen, 29 mei 1805 - 10 februari 1884) was een Belgisch advocaat, rechter en politicus voor de Liberale Partij.

## Levensloop
Jouret was een zoon van de handelaar François Jouret en Anne Tacquenier. Hij bleef vrijgezel.
Hij doctoreerde in de rechten (1827) aan de Rijksuniversiteit Leuven en vestigde zich als advocaat. Van 1833 tot 1854 was hij vrederechter.
Hij was gemeenteraadslid in Aalst (1843-1854) en in Lessen (1857-1858). In 1857 werd hij liberaal volksvertegenwoordiger voor het arrondissement Zinnik en vervulde dit mandaat tot in 1870.